# Judas Maccabaeus

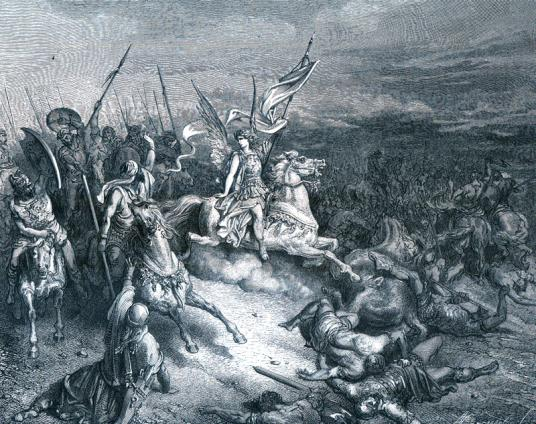
Judas Makkabäus

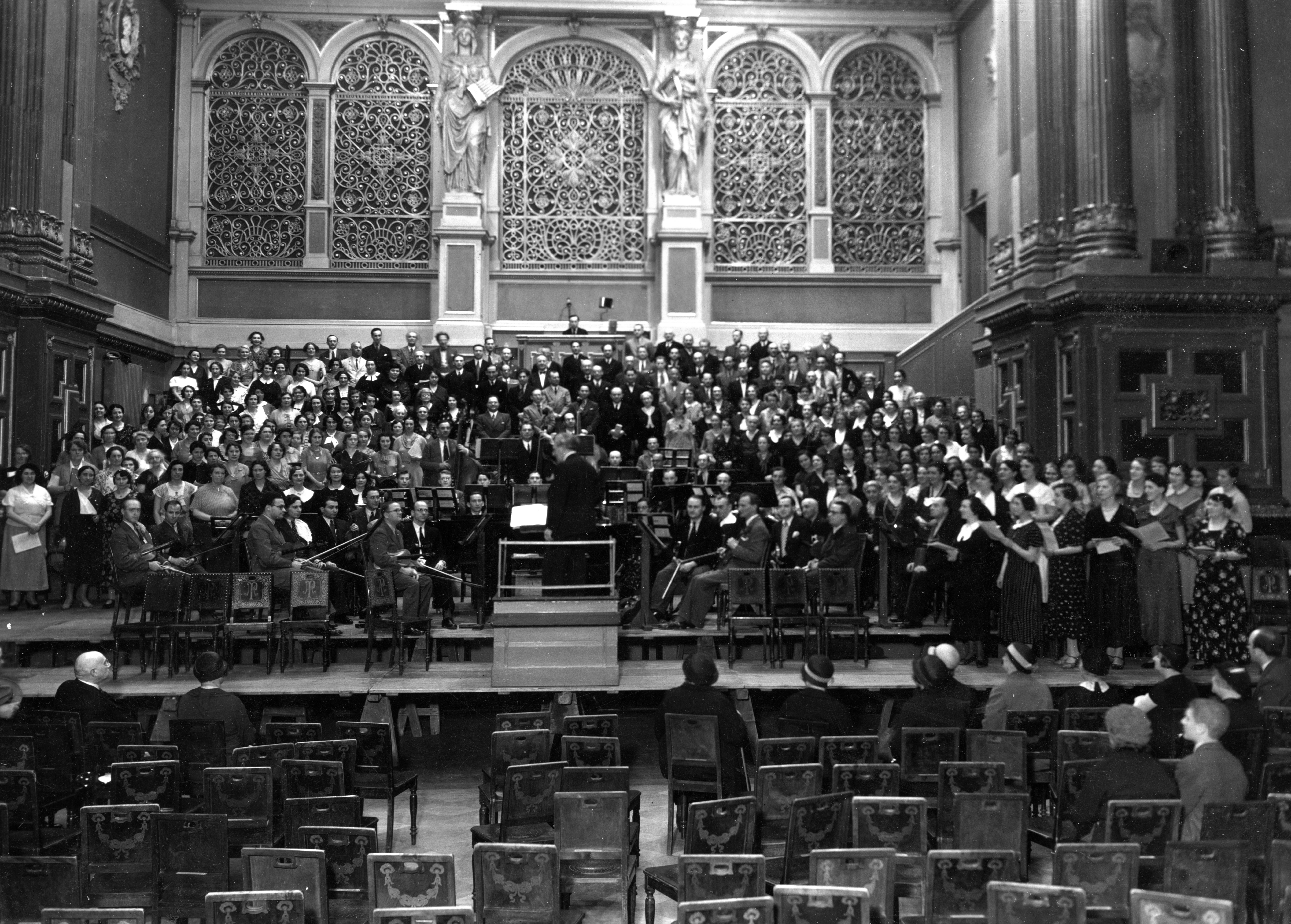
Kurt Singer dirigiert Judas Maccabaeus mit dem Orchester des Kulturbundes Deutscher Juden in der Berliner Philharmonie, Bernburger Straße, am 7. und 8. Mai 1934

Judas Maccabaeus (HWV 63; dt. Judas Makkabäus) ist ein Oratorium in drei Akten von Georg Friedrich Händel.

## Entstehung
Der politische Hintergrund von Händels Oratorium ist der Jakobitenaufstand von 1745. Am 2. August landete Charles Edward Stuart als Prätendent auf den englischen und schottischen Thron mit einem Invasionsheer in Schottland und marschierte nach mehreren erfolgreichen kleineren Schlachten auf England. Zur Ermutigung der Engländer komponierte Händel Anfang 1746 hastig das Occasional Oratorio, ein Pasticcio. Nachdem in der Schlacht bei Culloden die aufständischen Jakobiten von dem königlichen Heer unter Wilhelm August, Herzog von Cumberland, einem Sohne Georgs II., am 16. April 1746 endgültig geschlagen wurden, machte er sich an ein Werk zur Huldigung des Feldherrn.
Nach den Datierungen im Autograph komponierte Händel den ersten Akt vom 9. bis 21. Juli, den zweiten vom 25. Juli bis 2. August. Das vollständig instrumentierte Werk stellte er am 11. August fertig. Nach den Erinnerungen des Librettisten Thomas Morell, die er 25 Jahre später niederschrieb, war der Plan für das Oratorium schon 1745 entstanden. Der Fürst von Wales, der Bruder des Herzogs von Cumberland, hatte Morell als Librettisten empfohlen. Entsprechend der Idee, den Herzog von Cumberland zu seiner siegreichen Rückkehr aus Schottland zu beglückwünschen, enthält das Libretto eine Widmung an den „Truly Wise, Valiant, and Virtuous Commander“.
Die Uraufführung fand am 1. April 1747 im Theatre Royal in Covent Garden statt. Judas Maccabaeus entwickelte sich schnell zu Händels populärstem Oratorium, das regelmäßig wiederaufgenommen wurde. Im Laufe der Zeit bereicherte er es um einige attraktive Nummern, die er aus anderen Oratorien übernahm, ohne dabei irgendetwas aus der Uraufführungsversion zu streichen. Da man in modernen Aufführungen auf die hinzugekommenen Stücke nicht verzichten will, ist die bei der Uraufführung gespielte Fassung heute selten zu hören.
Die Arie Oh liberty stand zwar im ursprünglichen Libretto, wurde von Händel aber stattdessen für das Occasional Oratorio verwendet. In den Judas Maccabaeus übernahm er es ab der dritten Vorstellung. 1750 fügte er dem Oratorium den Chor See the conq'ring hero comes aus Joshua zu, eines seiner populärsten Stücke, das im deutschen Sprachraum unter dem Text Tochter Zion, freue dich bekannt geworden ist.
Das Duett Sion now her head shall raise mit dem anschließenden Chor komponierte Händel für eine Wiederaufnahme von Esther 1757 und übernahm es im nachfolgenden Jahr in den Judas. Gleichzeitig fügte er auch die Arie Wise men flatt'ring hinzu, die er im Vorjahr für Belshazzar geschrieben hatte.

## Libretto
Das Libretto schrieb Thomas Morell nach den Erzählungen des (apokryphen) Ersten Buches der Makkabäer (1 Makk 2-8) rund um den jüdischen Freiheitskämpfer Judas Makkabäus. Weiterhin verwendete er einige Motive der Antiquitates Judaicae des Geschichtsschreibers Flavius Josephus.

## Personen
Die Besetzung wurde bei der Uraufführung von folgenden Sängern gesungen:
- Judas: John Beard (Tenor)
- Ein Israelit: Caterina Galli (Mezzosopran)
- Eine Israelitin: Elisabetta de Gambarini (Sopran)
- Simon, Bruder des Judas: Henry Theodore Reinhold (Bass)
- Eupolemus, jüdischer Gesandter in Rom: Thomas Reinhold (Bass)

## Handlung

### Erster Akt
Der Chor der Israeliten beklagt den Tod von Mattatias, dem Vater des Judas Maccabaeus. Der Hohepriester Simon verkündet, dass Gott in einer Offenbarung Judas Maccabaeus zum Nachfolger bestimmt hat, der die Israeliten zum Sieg führen werde. Die Israeliten fassen Mut, folgen ihm und beten um ihre Freiheit.

### Zweiter Akt
Die Israeliten sind siegreich aus der Schlacht gegen Samaria und Syrien zurückgekehrt. Sie frohlocken über ihr Glück und preisen Judas. Ein Bote kommt und verkündet, dass vonseiten Ägyptens ein neuer Krieg droht. Die Israeliten fallen sogleich wieder in Verzweiflung, werden aber von Simon beschwichtigt, die neue Plage sei nicht zu ihrem Verderben, sondern zu ihrer Züchtigung ausgesandt. Judas stimmt erneut den Schlachtruf an, dem die Israeliten folgen.

### Dritter Akt
Während die Israeliten das Fest des Lichtes begehen, kommt ein Bote aus Kapharsalama und berichtet über die Schlacht. Judas zieht als Sieger ein. Er ermahnt, auch in der Stunde des Sieges der Gefallenen zu gedenken. Eupolemus, der jüdische Gesandte in Rom, berichtet von einem Bündnis mit dem römischen Senat, das die Unabhängigkeit Judäas schützt. Lob- und Dankgesänge beschließen das Oratorium.